# Campeonato Asiático de Atletismo Juvenil de 2015
A 1ª edição do Campeonato Asiático de Atletismo Juvenil foi o evento esportivo inaugural organizado bienalmente pela Associação Asiática de Atletismo (AAA) na cidade de Doha, no Catar, entre 8 a 11 de maio de 2015. Foram disputadas 40 provas no campeonato para atletas com idade entre 15 e 17 anos classificados como Juvenil. A China terminou na liderança na tabela de medalhas com 32 medalhas no total, com 16 de ouro. 

## Medalhistas
Esses foram os resultados do campeonato. 

### Masculino
| Evento                      | Ouro                                                | Ouro     | Prata                                                 | Prata    | Bronze                                                                                                   | Bronze   |
| --------------------------- | --------------------------------------------------- | -------- | ----------------------------------------------------- | -------- | --- | -------- |
| 100 metros                  | Yu Shu Shen · Taipé Chinesa                         | 10.48    | Tang Yao · China                                      | 10.60    | Burhan Wardhani · Indonésia                                                                              | 10.81    |
| 200 metros                  | Yu Shu Shen · Taipé Chinesa                         | 21.69    | Wu Zhitao · China                                     | 22.01    | Ogsa Agfreansa · Indonésia                                                                               | 22.16    |
| 400 metros                  | Wu Yu Ang · China                                   | 47.55    | Nattapong Kongkraphan · Tailândia                     | 48.02    | Russel Alexander Nasir Taib · Malásia                                                                    | 49.07    |
| 800 metros                  | Beant Singh · Índia                                 | 1:52.26  | Mohaamed Raheem Zghair Al-Bzaznah · Iraque            | 1:54.92  | Saeed Hassan Olwani · Arábia Saudita                                                                     | 1:55.84  |
| 1.500 metros                | Huang Peng · China                                  | 4:05.85  | Lee Kyeong-ho Coreia do Sul                           | 4:07.08  | Hikaru Oya · Japão                                                                                       | 4:07.27  |
| 3.000 metros                | Tadwi Kishan Narshi · Índia                         | 8:26.24  | Chihiro Ono · Japão                                   | 8:37.29  | Yaser Salim Ba Gharb · Iêmen                                                                             | 8:37.65  |
| 110 metros com barreiras    | Fares Khaled Alsaid · Kuwait                        | 13.92    | Bo Xiaoshuai · China                                  | 14.02    | Irwan Suadi · Indonésia                                                                                  | 14.36    |
| 400 metros com barreiras    | Witthawat Thumcha · Tailândia                       | 52.45    | Darshana Kuamrabatagallalage · Sri Lanka              | 52.88    | Kim Hyun-bin Coreia do Sul                                                                               | 52.93    |
| 2.000 metros com obstáculos | Muhand Khamis Saifeldin · Catar                     | 5:54.34  | Luo Chun · China                                      | 5:56.99  | Duc Le Trung · Vietname                                                                                  | 6:00.59  |
| Revezamento Medley          | China · Tang Yao · Wu Zhitao · Zeng Sen · Wu Yu Ang | 1:53.34  | Índia · Nuzrat · Beant Singh · Chirag · Chandan Bauri | 1:53.74  | Arábia Saudita · Abdulelah Ahmed Al Nashri · Saad Ahmed Sabbai · Ahmed Saleh Mahda · Saeed Hassan Olwani | 1:55.81  |
| Marcha atlética 10 km       | Zhang Jun · China                                   | 44:00.87 | Shuqi Guo · China                                     | 45:25.93 | Song Yun-hwa Coreia do Sul                                                                               | 48:34.39 |
| Salto em altura             | Ding Shuo · China                                   | 2.15 m   | Roshan Dammika Ranatungage · Sri Lanka                | 2.12 m   | Hussein Falah Hasan Al-Ibraheemi · Iraque                                                                | 2.12 m   |
| Salto à vara                | Yeh Yao-Wen · Taipé Chinesa                         | 4.90 m   | Muntadher Falih Abdulwahid · Iraque                   | 4.65 m   | Teuku Tegar Abadi · Indonésia                                                                            | 4.50 m   |
| Salto em comprimento        | Kim Young-bin Coreia do Sul                         | 7.49 m   | Yugo Sakai · Japão                                    | 7.31 m   | Jose Jerry Belibestre · Filipinas                                                                        | 7.26 m   |
| Salto triplo                | Muhammed Afzal · Paquistão                          | 15.44 m  | Chamal Kumarasiri Liyana Waduge · Sri Lanka           | 15.39 m  | Sonu Kumar · Índia                                                                                       | 15.08 m  |
| Arremesso de peso           | Ma Hao-Wei · Taipé Chinesa                          | 19.43 m  | Ashish Bhalothia · Índia                              | 17.76 m  | Hiroshi Ikegawa · Japão                                                                                  | 17.51 m  |
| Arremesso de disco          | Sajjad Hassen Zare Irão                             | 53.06 m  | Eric Yee Singapura                                    | 52.55 m  | Du Haonan · China                                                                                        | 48.99 m  |
| Lançamento do martelo       | Xu Wenji · China                                    | 75.15 m  | Ashish Jakhar · Índia                                 | 71.79 m  | Miraj Ali · Índia                                                                                        | 64.91 m  |
| Lançamento do dardo         | Vladyslav Palyunin · Uzbequistão                    | 79.11 m  | Mohd Hadish · Índia                                   | 75.52 m  | Abhishek Drall · Índia                                                                                   | 74.72 m  |
| Decatlo                     | Mohamed Alferas · Kuwait                            | 6671 pts | Rajesh R · Índia                                      | 5867 pts | Ahmed Yaseen Alyaseen · Arábia Saudita                                                                   | 5703 pts |

### Feminino
| Evento                      | Ouro                                                    | Ouro        | Prata                                                                                          | Prata    | Bronze                                                                                                | Bronze   |
| --------------------------- | ------------------------------------------------------- | ----------- | ---------------------------------------------------------------------------------------------- | -------- | --- | -------- |
| 100 metros                  | Poon Hang Wai · Hong Kong                               | 12.27       | Lea Paul Obeid · Líbano                                                                        | 12.32    | Hu Siyu · China                                                                                       | 12.32    |
| 200 metros                  | Huang Jiaxin · China                                    | 24.67       | Sayaka Morita · Japão                                                                          | 25.16    | Kugapriya Chandran Singapura                                                                          | 25.35    |
| 400 metros                  | Salwa Eid Naser Naser · Barém                           | 53.02       | Jisna Mathew · Índia                                                                           | 53.84    | Shereen Samson Vallabouy · Malásia                                                                    | 55.14    |
| 800 metros                  | Arina Kleshchukov · Quirguistão                         | 2:14.73     | Misato Kaneko · Japão                                                                          | 2:15.04  | Sara Joe Rafik Kortbawi · Líbano                                                                      | 2:19.64  |
| 1.500 metros                | Dalila Abdulkadir Gosa · Barém                          | 4:19.95     | Nozomi Tanaka · Japão                                                                          | 4:25.00  | Dawajila · China                                                                                      | 4:37.64  |
| 3.000 metros                | Fatuma Jewaro Chebsi · Barém                            | 9:30.17     | Xia Yuyu · China                                                                               | 9:53.03  | Anumol Thampi · Índia                                                                                 | 10:24.98 |
| 100 metros com barreiras    | Deng Xuelin · China                                     | 13.62       | Lam Yan Tung · Hong Kong                                                                       | 14.22    | Lin Hsiao-Hui · Taipé Chinesa                                                                         | 14.24    |
| 400 metros com barreiras    | Yamani Dulanjalee Mudiyanselage · Sri Lanka             | 61.27       | Qui Zhangyen · China                                                                           | 62.61    | Adelina Akhmetova · Cazaquistão                                                                       | 63.27    |
| 2.000 metros com obstáculos | Tian Wanhua · China                                     | 7:01.06     | Choe Kang Bok · Coreia do Norte                                                                | 7:14.88  | Lada Fomina · Cazaquistão                                                                             | 7:16.08  |
| Revezamento Medley          | China · Hu Siyu · heng Gange · Huang Jiaxin · Liang Nuo | 2:13.32     | Cazaquistão · Kamila Niyazova · Adelina Akhmetova · Mariya Ovchinnikova · Anastassiya Ksyanova | 2:17.72  | Barém · Shaika Mohamed Rabeaa · Salwa Eid Naser Naser · Dalila Abdulkadir Gosa · Fatuma Jewaro Chebsi | 2:19.04  |
| Marcha atlética 5 km        | Ma Zhenxia · China                                      | 23:45.19    | Qiji Zhouma · China                                                                            | 24:05.84 | Kana Kimura · Japão                                                                                   | 24:59.04 |
| Salto em altura             | Safina Sadullaeva · Uzbequistão                         | 1.74 m      | Wong Yuen Nam · Hong Kong                                                                      | 1.71 m   | Nadezdha Dubovitskaya · Cazaquistão                                                                   | 1.68 m   |
| Salto à vara                | Anna Danilovskaya · Cazaquistão                         | 3.70 m      | Devi Ayu Febriana · Indonésia                                                                  | 3.40 m   | Fatima Othman Al Absi · Catar                                                                         | 2.00 m   |
| Salto em comprimento        | Kanae Sugimora · Japão                                  | 5.90 m      | Lee Hui-jin Coreia do Sul                                                                      | 5.82 m   | Zeng Rui · China                                                                                      | 5.81 m   |
| Salto triplo                | Mariya Ovchinnikova · Cazaquistão                       | 12.81 m     | Chen Jie · China                                                                               | 12.77 m  | Viktoriya Dirdina · Uzbequistão                                                                       | 12.34 m  |
| Arremesso de peso           | Liu Ziyue · China                                       | 16.08 m     | Lee Yu-ri Coreia do Sul                                                                        | 16.00 m  | Liu Xiuerui · China                                                                                   | 15.36 m  |
| Arremesso de disco          | Dong Xiaocen · China                                    | 45.58 m     | Fatima Al Hosani · Emirados Árabes Unidos                                                      | 41.80 m  | Seema · Índia                                                                                         | 41.14 m  |
| Lançamento do martelo       | Shang Ningyu · China                                    | 66.59 m     | Yao Kailun · China                                                                             | 60.16 m  | Amineh Kashiri Irão                                                                                   | 48.25 m  |
| Lançamento do dardo         | Yu Yuzhen · China                                       | 61.97 m WjR | Song Linyi · China                                                                             | 51.89 m  | Lee Ga-hui Coreia do Sul                                                                              | 50.53 m  |
| Heptatlo                    | Zhou Jingjing · China                                   | 4242 pts    | Viktoriya Ryazantseva · Cazaquistão                                                            | 3909 pts | Aleksandra Yukevskaya · Uzbequistão                                                                   | 3857 pts |

## Quadro de medalhas
Chave
| Ordem | País                   | Ouro | Prata | Bronze |     |
| 1     | China                  | 16   | 11    | 5      | 32  |
| 2     | Taipé Chinesa          | 4    | 0     | 1      | 5   |
| 3     | Cazaquistão            | 3    | 2     | 3      | 8   |
| 4     | Barém                  | 3    | 0     | 1      | 4   |
| 5     | Índia                  | 2    | 6     | 6      | 14  |
| 6     | Uzbequistão            | 2    | 0     | 2      | 4   |
| 7     | Kuwait                 | 2    | 0     | 0      | 2   |
| 8     | Japão                  | 1    | 5     | 3      | 9   |
| 9     | Coreia do Sul          | 1    | 3     | 3      | 7   |
| 10    | Sri Lanka              | 1    | 3     | 0      | 4   |
| 11    | Hong Kong              | 1    | 2     | 0      | 3   |
| 12    | Tailândia              | 1    | 1     | 0      | 2   |
| 13=   | Catar                  | 1    | 0     | 1      | 2   |
| 13=   | Irão                   | 1    | 0     | 1      | 2   |
| 15    | Paquistão              | 1    | 0     | 0      | 1   |
| 16    | Iraque                 | 0    | 2     | 1      | 3   |
| 17    | Indonésia              | 0    | 1     | 4      | 5   |
| 18=   | Líbano                 | 0    | 1     | 1      | 2   |
| 18=   | Singapura              | 0    | 1     | 1      | 2   |
| 20=   | Coreia do Norte        | 0    | 1     | 0      | 1   |
| 20=   | Emirados Árabes Unidos | 0    | 1     | 0      | 1   |
| 22    | Arábia Saudita         | 0    | 0     | 3      | 3   |
| 23    | Malásia                | 0    | 0     | 2      | 2   |
| 24=   | Filipinas              | 0    | 0     | 1      | 1   |
| 24=   | Vietname               | 0    | 0     | 1      | 1   |
| 24=   | Iêmen                  | 0    | 0     | 1      | 1   |
| Total | Total                  | 40   | 40    | 40     | 120 |